# Toxoproctis philippinensis
Toxoproctis philippinensis är en fjärilsart som beskrevs av Alfred Ernest Wileman och South 1921. Toxoproctis philippinensis ingår i släktet Toxoproctis och familjen tofsspinnare. Inga underarter finns listade i Catalogue of Life.